# Wąwóz Bukowie
Wąwóz Bukowie – wąwóz położony w powiecie ostrowieckim, w gminie Kunów, pomiędzy wsią Bukowie a miastem Kunów. Zgodnie z opublikowaną w listopadzie 2021 roku Regionalną geografią fizyczną Polski, zawierającą najnowszą regionalizację fizycznogeograficzną Polski, Wąwóz Bukowie należy do makroregionu Wyżyna Kielecka i mezoregionu Wyżyna Sandomierska. 

## Nazwa
Nazwa „Bukowie” nawiązuje do dominującej kiedyś na tym obszarze formacji roślinnej, jaką stanowiły lasy bukowe.

## Charakterystyka

### Morfologia
Wąwóz rozpoczyna się bardzo łagodnie na wysokości około 254 m n.p.m. Jego południowa część posiada łagodne zbocza, pozbawione stromych segmentów, które stopniowo przechodzą w nieznacznie nachyloną powierzchnię powyżej. Północny fragment charakteryzuje się urwistymi zboczami z wyraźnymi załomami stoku u góry. Wąwóz posiada stosunkowo wąskie dno i cechuje się niewyrównanym spadkiem podłużnym. Na północy łączy się z doliną niewielkiego prawego dopływu rzeki Kamiennej, na wysokości około 190 m n.p.m. Całkowita długość wąwozu dochodzi do 1550 m, a szerokość na różnych odcinkach wynosi od 10 do 100 m. Prawie na całej długości porośnięty on jest krzewami i drzewami liściastymi, a obszar wokół, powyżej górnych załomów stoku, zajmują pola uprawne.

### Geologia
Wąwóz Bukowie wykształcił się niemal w zupełności w obrębie utworów plejstoceńskich, do których na tym obszarze należą lessy, piaski i żwiry rzeczno-wodnolodowcowe oraz gliny zwałowe. W części północnej w ścianach wąwozu odsłania się profil utworów dolnej jury i triasu, z bardzo dobrze zachowanym nachyleniem warstw oraz przebiegiem uskoków. Wychodnie skał mezozoicznych, między innymi drobnoziarniste piaskowce jurajskie, pstry piaskowiec z triasu dolnego oraz wapienie muszlowe, na obszarach przyległych do wąwozu ukryte są pod grubą pokrywą osadów czwartorzędowych. Występujący w obrębie Wąwozu Bukowie 20-metrowy profil wapienia muszlowego zawierający liczne skamieniałości stanowi jedną z jego największych ciekawostek geologicznych. 

## Geneza
Głównym procesem odpowiedzialnym za powstanie formy jest erozja wąwozowa, związana z niszczącym działaniem wód płynących. Brak stałego odpływu jest czynnikiem odróżniającym wąwozy od dolin rzecznych. Rozwój tego typu form terenu zachodzi najczęściej podczas intensywnych, epizodycznych opadów. Wąwóz powstał w utworach mało odpornych, szczególnie podatnych na erozję liniową. 

## Ochrona
Wąwóz Bukowie zlokalizowany jest na terenie Obszaru Chronionego Krajobrazu Doliny Kamiennej i Obszaru Specjalnej Ochrony Siedlisk Wzgórza Kunowskie w ramach sieci Natura 2000. Wysoka wartość dydaktyczna sprawiła, że został on wpisany przez Państwowy Instytut Geologiczny do Centralnego Rejestru Geostanowisk Polski. 

## Ciekawostka

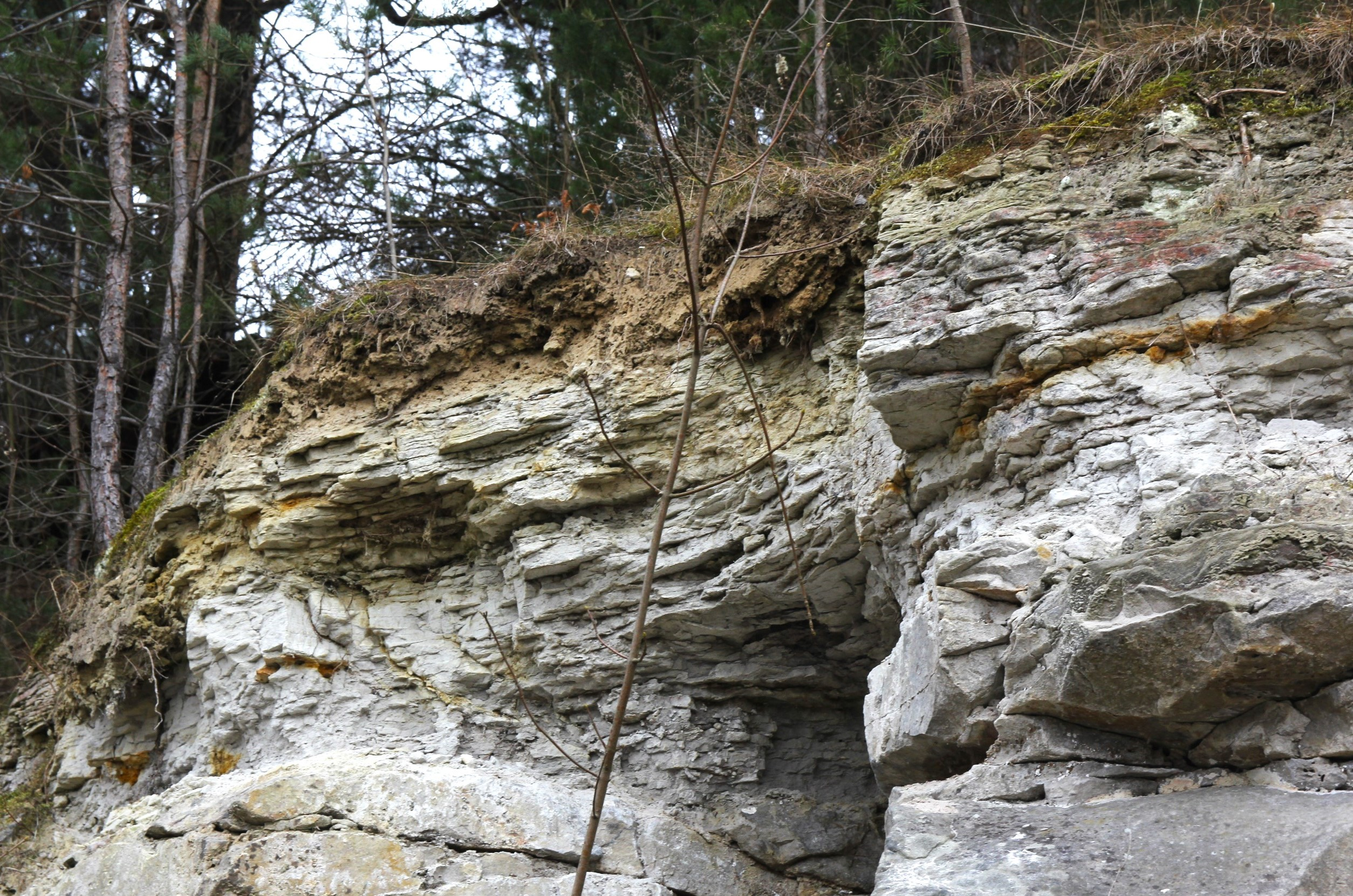
Wychodnia piaskowców dolnojurajskich

W 1939 roku Wąwóz Bukowie został opisany przez ks. Aleksandra Bystrzykowskiego w Monografii historycznej Kunowa nad Kamienną i jego okolicy. W tekście znaleźć można informacje między innymi o lokalizacji formy oraz dokładny opis geologiczny północnego fragmentu wąwozu.